# Confederação Byeonhan
A Confederação Byeonhan, também conhecida como Byeonjin ou Pyonhan , foi uma federação independente de clãs que existiam no sul da Península Coreana. Byeonhan foi um dos Samhan (ou "Três Hans"), juntamente com Mahan , Jinhan ( ou Chinhan)  
Posteriormente se transformará na Confederação Gaya, esta mais centralizada.